# Odaiba
Odaiba (japansk: お台場 – nogle gange kendt som Daiba eller O-Daiba) er en stor kunstig ø i Tokyobugten i Japan.

## Historie
Odaiba blev skabt i 1853 af Tokugawa-shogunatet som en række på seks øer med hver sit fort til at beskytte Tokyo mod angreb fra søsiden, her først og fremmest Matthew Perrys sorte skibe, som var ankommet samme år. Daiba på japansk henviser til kanonbatterierne, der var opstillet på øerne.
I 1928 blev Dai-San Daiba ("Batteri nr. 3") renoveret og åbnet for offentligheden som Metropolitan Daiba Park, som stadig er åben.
Den seneste udvikling af Odaiba blev indledt efter Expo '85's succes i Tsukuba. Den japanske økonomi var fremragende, og Odaiba skulle være et udstillingsvindue for fremtidens liv og blev opført til en pris på over 10 milliarder amerikanske dollars. Den blev kaldt T3 og var planlagt til at være en selvforsynende by til over 100.000 indbyggere. Imidlertid brast den økonomiske boble i 1991, og i 1995 var Odaiba halvtomt med mange tomme lejligheder.
I 1996 blev området nyplanlagt på kommercielle præmisser, så der også blev plads til handel og underholdning. Det gav nyt liv til området, og Tokyo fik øjnene op for det havneområde, der hidtil ikke havde fandtes. Hoteller og butikscentre åbnede, flere større firmaer, herunder Fuji TV, flyttede deres hovedkvarterer til øen, lige som transportmulighederne blev forbedret.
- Rainbow Bridge.
- Palette Town.
- Miraikan.
- Replica Statue of Liberty with the Rainbow Bridge.
- Zepp DiverCity.

## Transport
Der er to transitveje på Odaiba: Vej 11 kommer ind fra det centrale Tokyo over Regnbuebroen, mens Wangan-vejen kommer fra Shinagawa-distriktet via Tokyo-havnetunnellen. 
Af offentlige transportmidler er der den fuldautomatiske Yurikamome-metro fra Shinbasi, og en privatbane går mellem Osaki og Shin-Kiba. Dertil kommer de billigere og langsommere bybusser samt færger mellem Tokyo og Odaiba.
35°37′48″N 139°46′30″Ø / 35.63°N 139.775°Ø.